# Plecia jamaicana
Plecia jamaicana är en tvåvingeart som beskrevs av Fitzgerald 1998. Plecia jamaicana ingår i släktet Plecia och familjen hårmyggor. Inga underarter finns listade i Catalogue of Life.